# Simon Stevenson
Simon Stevenson (Plymouth, 18 februari 1972) is een Engels darter die de toernooien van de PDC speelt.

## Carrière
Stevenson's eerste prestatie als professioneel darter was zijn kwalificatie voor de UK Open 2014 waar hij de laatste 32 behaalde. Hij verloor in deze ronde van Jamie Lewis met 9-5 in legs. 
In 2015 kwalificeerde hij zich opnieuw voor de UK Open maar kwam hier niet verder dan de voorronde waar hij verloor van Dave Prins.
Stevenson won in 2016 een Tour Card. Via de PDC Pro Tour kon hij zich kwalificeren voor de Players Championship Finals. Hij speelde in de eerste ronde tegen Jelle Klaasen en verloor deze wedstrijd met 6-4. In december dat jaar speelde Stevenson op het PDC World Darts Championship. Hij begon in de voorronde waar hij van Zoran Lerchbacher verloor met 2-1 in sets.
In 2017 speelde Stevenson op de World Series of Darts Finals. Hij speelde in de eerste ronde tegen Jan Dekker en won deze wedstrijd met 6-3 in legs. Hij speelde in de tweede ronde tegen James Wade en verloor met 6-5.
Stevenson speelde in 2018 wederom op de UK Open. Hij begon in de derde ronde en verloor van James Wade met 6-10 in legs. Later dat jaar kwalificeerde hij zich voor het PDC World Darts Championship 2019. Hij speelde in de eerste ronde tegen Ted Evetts en verloor met 0-3 in sets.
In 2019 speelde Stevenson sterk op de UK Open. Hij won wedstrijden van Adrian Gray, Mark Webster, Raymond van Barneveld, Kim Huybrechts en Dave Chisnall. Hij speelde in de kwartfinale tegen Gerwyn Price en verloor met 5-10 in legs. Het bereiken van de kwartfinale was Stevenson's beste prestatie op een toernooi dat op televisie te zien was.

## Resultaten op Wereldkampioenschappen

### PDC
- 2017: Voorronde (verloren van Zoran Lerchbacher met 1-2)
- 2019: Laatste 96 (verloren van Ted Evetts met 0-3)